# Yamaha QT50
Yamaha QT50 Yamahopper — японский мокик, серийно выпускавшийся компанией Yamaha Motor Company в 1979—1992 годах. Цифра 50 в названии соответствует рабочему объёму двигателя 50 см³.
Модель была популярна в конце 1970-х — 1980-х годов как из-за их простоты эксплуатации и обслуживания, так и по причине особенно актуального в годы, последовавшие за нефтяным кризисом низкого потребления топлива; кроме того, законодательство большинства штатов США позволяло управлять этим мопедом и подросткам.
Трубчатая рама QT50 и сходного с ним Honda Express делает их внешне похожими на насекомых, что, вероятно, и породило название модели (Yamaha + grashopper). В отличие от распространённых в те годы мотороллеров, у QT50 не было обтекателей, роль площадок для ног исполняли упрощённые подножки, а двухтактный двигатель с лепестковым клапаном был закреплён под рамой, как на мотоциклах. QT50 конструктивно ближе к классическим мопедам, хотя у него отсутствуют типичные для этого класса велосипедные педали. В силу этой особенности, подобный вид транспорта в англоговорящих странах может называться «nopeds». Максимальная скорость у Yamahopper в базовой комплектации около 30 миль в час, что вполне достаточно для перемещений в черте города.
Компактный закрытый карданный привод мопеда представляет собой минималистский вариант решения данного узла, характерный для мотоциклов BMW. Применение карданного вала, расположенного в одностороннем (консольном) маятнике, значительно упрощает эксплуатацию и обслуживание, по сравнению с классической цепной (или ременной) главной передачей. В число узлов и агрегатов привода также входит традиционная центробежная муфта сцепления, однако, мопед имеет всего одну скорость, в отличие от большинства прочих мопедов, обычно двухскоростных. Простое устройство привода облегчает замену заднего колеса.
Ещё одна примечательная особенность QT50 — его необычная система зарядки и зажигания включающая шестивольтовый аккумулятор и генератор переменного тока. Эта система облегчает холодный запуск: если ключ находится в положении «старт», система зажигания создает более мощную искру, чем для обычного режима зажигания, но даёт работать только на холостых оборотах, что позволяет избежать прогорания поршня. После запуска с кикстартера ключ переводится в положение «движение», что позволяет повышать обороты двигателя без ограничений, (как при запуске). Сам же кикстартер расположен слева, то есть более привычным для японских водителей образом.
Среди распространённых пользовательских модификаций были: цилиндро-поршневая группа Yamaha YT60, 2-скоростная коробка передач и правостороний консольный маятник Yamaha MJ50 Towny, редуктор Yamaha PW50, карбюраторы Mikuni VM15 и VM18, глушители Jemco и т. д.
Узлы и агрегаты двигателя QT50 использовались при создании двигателей серийных квадроцикла YF60, мотовездехода YT60 Tri-Zinger, «нопеда» MJ50 и мини-внедорожников PW50; соответственно, большая часть их деталей взаимозаменяема; отличия касаются, в основном, крепления картера.